# Мистковиці
Мистковиці (пол. Mystkowice) — село в Польщі, у гміні Лович Ловицького повіту Лодзинського воєводства.
Населення — 162 особи (2011).
У 1975-1998 роках село належало до Скерневицького воєводства.

## Демографія
Демографічна структура станом на 31 березня 2011 року:
|          | Загалом | Допрацездатний вік | Працездатний вік | Постпрацездатний вік |
| -------- | ------- | ------------------ | ---------------- | -------------------- |
| Чоловіки | 78      | 16                 | 51               | 11                   |
| Жінки    | 84      | 15                 | 43               | 26                   |
| Разом    | 162     | 31                 | 94               | 37                   |